# UEFA Champions League 2000-2001 (seconda fase a gironi)
La seconda fase a gruppi della Champions League 2000-2001 si è svolta dal 21 novembre 2000 al 13 marzo 2001. Hanno avuto accesso a tale fase i vincenti e i secondi classificati degli otto gironi della prima fase a gruppi. Le squadre sono state sorteggiate in quattro gruppi da quattro squadre, che si sono scontrate in gare di andata e ritorno, al termine delle quali avanzavano alla fase ad eliminazione diretta le prime due classificate di ciascun girone. Come sempre vengono assegnati tre punti in caso di vittoria, uno in caso di pareggio e zero in caso di sconfitta.
In caso di parità di punteggio nella classifica, i criteri seguiti erano (nell'ordine):
1. Punti ottenuti negli scontri diretti (classifica avulsa);
2. Maggior numero di gol segnati negli scontri diretti;
3. Maggior numero di gol segnati in trasferta negli scontri diretti;
4. Differenza reti generale;
5. Maggior numero di gol segnati;
6. Coefficiente UEFA

## Squadre
Le squadre vincitrici degli otto gironi della prima fase sono state poste in due fasce in base al loro coefficiente UEFA, con le squadre con il punteggio più alto in prima fascia, mentre le squadre seconde classificate sono state poste nelle fasce 3 e 4, sempre in base al loro coefficiente UEFA. Non potevano essere sorteggiate nello stesso girone squadre della stessa federazione o che si fossero già scontrate nella prima fase.
| Legenda                                                                                      |
| -------------------------------------------------------------------------------------------- |
| Primi e secondi classificati (alla fase ad eliminazione diretta fase a eliminazione diretta) |
| Terzi e Quarti classificati (eliminati)                                                      |

| Squadre       | Coeff   |
| Urna 1        | Urna 1  |
| ------------- | ------- |
| Real Madrid   | 99.799  |
| Bayern Monaco | 103.201 |
| Valencia      | 69.799  |
| Milan         | 98.119  |

| Squadre             | Coeff  |
| Urna 2              | Urna 2 |
| ------------------- | ------ |
| Deportivo La Coruña | 53.799 |
| Arsenal             | 52.727 |
| Anderlecht          | 27.525 |
| Sturm Graz          | 26.250 |

| Squadre             | Coeff  |
| Urna 3              | Urna 3 |
| ------------------- | ------ |
| Lazio               | 94.963 |
| Manchester Utd      | 76.644 |
| Spartak Mosca       | 65.637 |
| Paris Saint-Germain | 64.363 |

| Squadre         | Coeff  |
| Urna 4          | Urna 4 |
| --------------- | ------ |
| Olympique Lione | 60.364 |
| Galatasaray     | 51.925 |
| Panathīnaïkos   | 44.433 |
| Leeds Utd       | 43.728 |

## Sorteggio
| Gruppo | 1ª fascia     | 2ª fascia           | 3ª fascia           | 4ª fascia       |
| ------ | ------------- | ------------------- | ------------------- | --------------- |
| A      | Valencia      | Sturm Graz          | Manchester Utd      | Panathīnaïkos   |
| B      | Milan         | Deportivo La Coruña | Paris Saint-Germain | Galatasaray     |
| C      | Bayern Monaco | Arsenal             | Spartak Mosca       | Olympique Lione |
| D      | Real Madrid   | Anderlecht          | Lazio               | Leeds Utd       |

## Risultati

### Gruppo A
| Squadra        | P.ti | G | V | N | P | GF | GS | DR |
| -------------- | ---- | - | - | - | - | -- | -- | -- |
| Valencia       | 12   | 6 | 3 | 3 | 0 | 10 | 2  | +8 |
| Manchester Utd | 12   | 6 | 3 | 3 | 0 | 10 | 3  | +7 |
| Sturm Graz     | 6    | 6 | 2 | 0 | 4 | 4  | 13 | -9 |
| Panathīnaïkos  | 2    | 6 | 0 | 2 | 4 | 4  | 10 | -6 |

| Arbitro: | Domenico Messina |

|                                 |           |                 |
| Sheringham 48’ Scholes 81’, 90’ | Marcatori | 64’ Karagkounīs |

| Arbitro: | Kim Milton Nielsen |

|                       |           |  |
| Carew 45’ Sánchez 47’ | Marcatori |  |

| Arbitro: | Anders Frisk |

|  |           |                       |
|  | Marcatori | 18’ Scholes 89’ Giggs |

| Atene 6 dicembre 2000, ore 20:45 CET 2ª giornata | Panathīnaïkos | 0 – 0 referto | Valencia | Stadio olimpico Spyros Louīs (42 068 spett.)\| Arbitro: \| Markus Merk \| |
| Arbitro:                                         | Markus Merk   |               |          |                                                                           |

| Valencia 14 febbraio 2001, ore 20:45 CET 3ª giornata | Valencia | 0 – 0 referto | Manchester Utd | Mestalla (49 450 spett.)\| Arbitro: \| Dick Jol \| |
| Arbitro:                                             | Dick Jol |               |                |                                                    |

| Arbitro: | Ryszard Wójcik |

|                      |           |  |
| Haas 60’ Kocijan 85’ | Marcatori |  |

| Arbitro: | Alain Sars |

|             |           |                     |
| Gkoumas 73’ | Marcatori | 25’ Schopp 42’ Haas |

| Arbitro: | Hellmut Krug |

|          |           |                  |
| Cole 12’ | Marcatori | 87’ (aut.) Brown |

| Arbitro: | Karl-Erik Nilsson |

|                |           |               |
| Seïtaridīs 25’ | Marcatori | 90+2’ Scholes |

| Arbitro: | Stefano Braschi |

|  |           |                                                           |
|  | Marcatori | 5’ Ayala 50’ Carew 60’ Kily González 88’, 90+1’ D. Alonso |

| Arbitro: | Valentin Valentinovič Ivanov |

|                                  |           |  |
| Butt 5’ Sheringham 20’ Keane 86’ | Marcatori |  |

| Arbitro: | Knud Erik Fisker |

|                         |           |                    |
| Sánchez 39’ Angloma 75’ | Marcatori | 28’ (rig.) Basinas |

### Gruppo B
| Squadra             | P.ti | G | V | N | P | GF | GS | DR |
| ------------------- | ---- | - | - | - | - | -- | -- | -- |
| Deportivo La Coruña | 10   | 6 | 3 | 1 | 2 | 10 | 7  | +3 |
| Galatasaray         | 10   | 6 | 3 | 1 | 2 | 6  | 6  | 0  |
| Milan               | 7    | 6 | 1 | 4 | 1 | 6  | 7  | -1 |
| Paris Saint-Germain | 5    | 6 | 1 | 2 | 3 | 8  | 10 | -2 |

| Arbitro: | Urs Meier |

|                                     |           |                    |
| José Mari 47’ Shevchenko 73’ (rig.) | Marcatori | 39’ Jardel 41’ Şaş |

| Arbitro: | Hellmut Krug |

|              |           |                                    |
| Algerino 37’ | Marcatori | 64’ Naybet 70’ Flores 90+2’ Makaay |

| Arbitro: | Graham Poll |

|  |           |              |
|  | Marcatori | 45+1’ Helveg |

| Arbitro: | Ryszard Wójcik |

|                   |           |  |
| Davala 51’ (rig.) | Marcatori |  |

| Arbitro: | Anders Frisk |

|              |           |            |
| Leonardo 27’ | Marcatori | 30’ Anelka |

| Arbitro: | Kim Milton Nielsen |

|          |           |  |
| Kaya 11’ | Marcatori |  |

| Arbitro: | Jan Wegereef |

|            |           |                 |
| Robert 75’ | Marcatori | 90+1’ José Mari |

| Arbitro: | Hartmut Strampe |

|                                 |           |  |
| Víctor 40’ Djalminha 73’ (rig.) | Marcatori |  |

| Arbitro: | Hellmut Krug |

|                     |           |  |
| Hagi 20’ Jardel 86’ | Marcatori |  |

| Arbitro: | Urs Meier |

|                                    |           |                           |
| Pandiani 57’, 76’, 84’ Tristán 60’ | Marcatori | 29’ Okocha 43’, 55’ Leroy |

| Arbitro: | Hugh Dallas |

|                       |           |                      |
| Shevchenko 86’ (rig.) | Marcatori | 74’ (rig.) Djalminha |

| Arbitro: | Vítor Melo Pereira |

|                   |           |  |
| Christian 3’, 27’ | Marcatori |  |

### Gruppo C
| Squadra         | P.ti | G | V | N | P | GF | GS | DR |
| --------------- | ---- | - | - | - | - | -- | -- | -- |
| Bayern Monaco   | 13   | 6 | 4 | 1 | 1 | 8  | 5  | +3 |
| Arsenal         | 8    | 6 | 2 | 2 | 2 | 6  | 8  | -2 |
| Olympique Lione | 8    | 6 | 2 | 2 | 2 | 8  | 4  | +4 |
| Spartak Mosca   | 4    | 6 | 1 | 1 | 4 | 5  | 10 | -5 |

| Arbitro: | Pierluigi Collina |

|                                      |           |             |
| Marcão 29’, 51’ Titov 77’ Robson 82’ | Marcatori | 2’ Sylvinho |

| Arbitro: | José María García-Aranda |

|              |           |  |
| Jeremies 55’ | Marcatori |  |

| Arbitro: | Juan Fernández Marin |

|                             |           |  |
| Marlet 2’ Anderson 31’, 42’ | Marcatori |  |

| Arbitro: | Stefano Braschi |

|                   |           |                       |
| Henry 4’ Kanu 55’ | Marcatori | 56’ Tarnat 66’ Scholl |

| Arbitro: | Urs Meier |

|  |           |           |
|  | Marcatori | 59’ Henry |

| Arbitro: | Knud Erik Fisker |

|           |           |  |
| Élber 79’ | Marcatori |  |

| Arbitro: | Antonio Jesús López Nieto |

|  |           |                                         |
|  | Marcatori | 17’, 75’ (rig.) Scholl 87’ Paulo Sérgio |

| Arbitro: | Ľuboš Micheľ |

|              |           |              |
| Bergkamp 33’ | Marcatori | 90’ Edmílson |

| Arbitro: | Dick Jol |

|                           |           |  |
| Govou 13’, 20’ Laigle 71’ | Marcatori |  |

| Arbitro: | Rune Pedersen |

|           |           |  |
| Henry 82’ | Marcatori |  |

| Arbitro: | Kyros Vassaras |

|                    |           |                     |
| Parfenov 4’ (rig.) | Marcatori | 68’ (rig.) Anderson |

| Arbitro: | Anders Frisk |

|           |           |  |
| Élber 10’ | Marcatori |  |

### Gruppo D
| Squadra     | P.ti | G | V | N | P | GF | GS | DR |
| ----------- | ---- | - | - | - | - | -- | -- | -- |
| Real Madrid | 13   | 6 | 4 | 1 | 1 | 14 | 9  | +5 |
| Leeds Utd   | 10   | 6 | 3 | 1 | 2 | 12 | 10 | +2 |
| Anderlecht  | 6    | 6 | 2 | 0 | 4 | 7  | 12 | -5 |
| Lazio       | 5    | 6 | 1 | 2 | 3 | 9  | 11 | -2 |

| Arbitro: | Ľuboš Micheľ |

|               |           |  |
| Radzinski 83’ | Marcatori |  |

| Arbitro: | Dick Jol |

|  |           |                     |
|  | Marcatori | 66’ Hierro 68’ Raúl |

| Arbitro: | Claude Colombo |

|  |           |           |
|  | Marcatori | 80’ Smith |

| Arbitro: | Hugh Dallas |

|                                                                  |           |            |
| Morientes 12’ Figo 23’ (rig.) I. Helguera 44’ Roberto Carlos 73’ | Marcatori | 89’ Stoica |

| Arbitro: | Gilles Veissière |

|                                               |           |                        |
| Morientes 32’ I. Helguera 82’ Figo 89’ (rig.) | Marcatori | 4’ Crespo 84’ Gottardi |

| Arbitro: | Karl-Erik Nilsson |

|                      |           |            |
| Harte 74’ Bowyer 87’ | Marcatori | 65’ Stoica |

| Arbitro: | Vítor Melo Pereira |

|                      |           |                     |
| Nedvěd 4’ Crespo 53’ | Marcatori | 32’ Solari 73’ Raúl |

| Arbitro: | Rune Pedersen |

|            |           |                                            |
| Koller 76’ | Marcatori | 13’, 38’ Smith 34’ Viduka 81’ (rig.) Harte |

| Arbitro: | Juan Fernández Marin |

|                          |           |            |
| C. López 40’ Baronio 77’ | Marcatori | 49’ Stoica |

| Arbitro: | Ryszard Wójcik |

|                       |           |                     |
| Raúl 7’, 60’ Figo 41’ | Marcatori | 6’ Smith 54’ Viduka |

| Arbitro: | Konrad Plautz |

|                                  |           |                                            |
| Bowyer 28’ Wilcox 43’ Viduka 62’ | Marcatori | 21’ Ravanelli 29’ (rig.), 90+3’ Mihajlović |

| Arbitro: | Alain Sars |

|                        |           |  |
| Dindane 85’ Goor 90+3’ | Marcatori |  |